# Aeroporto di Wawa
L'aeroporto di Wawa (IATA: YXZ, ICAO: CYXZ) è un aeroporto canadese, situato a 1,7 nmi (3,1 km, 2 mi) a sud sudovest del centro dell'abitato di Wawa, nella provincia dell'Ontario.